# Saitis graecus
Saitis graecus là một loài nhện trong họ Salticidae.
Loài này thuộc chi Saitis. Saitis graecus được Wladislaus Kulczynski miêu tả năm 1905.